# Meurtre à l'italienne (film, 1959)
Pour les articles homonymes, voir Meurtre à l'italienne.
Pour plus de détails, voir Fiche technique et Distribution.
Meurtre à l'italienne (titre original : Un maledetto imbroglio) est un film italien réalisé par Pietro Germi, sorti en 1959. Il est adapté du roman connu en français sous les deux titres L'Affreuse Embrouille de via Merulana ou L'Affreux Pastis de la rue des Merles (Quer pasticciaccio brutto de via Merulana) de Carlo Emilio Gadda, sorti en 1957.

## Synopsis
Un vol de bijoux a été commis dans un immeuble bourgeois de Rome (en face du palais Farnèse). Chargé de l'enquête, le commissaire Ingravallo porte d'abord ses soupçons sur le fiancé d'Assuntina, la domestique de Liliana Banducci, qui vit dans l'appartement d'en face. Mais l'affaire se révèle plus trouble et complexe que prévu : la victime du vol semble peu encline à aider la police, Assuntina et son fiancé cherchent à se marier en hâte et, quelques jours plus tard, on retrouve Banducci assassinée.

## Fiche technique
- Titre : Meurtre à l'italienne
- Titre original : Un maledetto imbroglio
- Réalisation : Pietro Germi
- Scénario : Pietro Germi, Ennio De Concini, Alfredo Giannetti d'après un roman de Carlo Emilio Gadda
- Directeur de la photographie : Leonida Barboni
- Son : Enzo Magli
- Décor : Carlo Egidi
- Costumes : Bona Magrini
- Musique : Carlo Rustichelli
- Montage : Roberto Cinquini
- Lieux de tournage : Rome
- Production : Giuseppe Amato, Mario Silvestri
- Société de production : Riama Film
- Pays de production :  Italie
- Format : Noir et Blanc
- Genre : policier
- Durée : 101 minutes
- Dates de sortie :
  - Italie: 24 octobre 1959
  - France: 17 mai 1963

## Distribution
- Pietro Germi : inspecteur Ciccio Ingravallo
- Claudia Cardinale : Assuntina
- Franco Fabrizi : Valdarena
- Cristina Gaioni : Virgina
- Claudio Gora : Remo Banducci
- Eleonora Rossi Drago : Liliana Banducci
- Saro Urzì : détective Saro
- Nino Castelnuovo : Diomede
- Toni Ucci : Er Patata
- Ildebrando Santafe : Anzaloni
- Peppino De Martino : Dr Fumi
- Silla Bettini : Oreste
- Rosolino Bua : prêtre
- Loretta Capitoli : Camilla
- Nanda De Santis : Zamira
- Gianni Musy : Retalli
- Vincenzo Tocci : Filone

## Commentaire
Ce film, dans lequel Pietro Germi joue le rôle principal de l'inspecteur scrupuleux et tourmenté, est un film policier, mais aussi une peinture sociale et un portrait psychologique des gens de Rome, dans leur diversité : bourgeoisie, milieux populaires, bureaucratie policière. Cette diversité sociale est aussi une diversité d'origine, puisque les personnages sont issus de différentes régions d'Italie, ce qui connote leur caractère. En même temps qu'il multiplie les pistes de la trame policière, Germi s'attache à dépeindre, de manière assez noire, les dessous cachés, les turpitudes des êtres.